# Eidalimus henshawi
Eidalimus henshawi is een vliegensoort uit de familie van de Stratiomyidae. De wetenschappelijke naam van de soort is voor het eerst geldig gepubliceerd in 1917 door Malloch.